# John Barrett (Tennisspieler)
John Barrett (* 17. April 1931 in London) ist ein ehemaliger englischer Tennisspieler sowie Autor und Sportjournalist.

## Leben
Barrett kam 1931 im Londoner Stadtteil Mill Hill zur Welt. Er besuchte die University College School in Hampstead und studierte anschließend am St John’s College in Cambridge.
Zwischen 1950 und 1970 trat er regelmäßig bei den Wimbledon Championships an und erreichte dort mehrfach die dritte Runde. 1956 bestritt er ein einziges Spiel für die britische Davis-Cup-Mannschaft. Im Doppel mit Roger Becker besiegte er die Chilenen Luis Ayala und Andres Hammersley.
Barrett heiratete im April 1967 Angela Mortimer, die Wimbledon-Siegerin von 1961.
Seit 1963 arbeitete Barrett als Tenniskorrespondent für die Financial Times. 1971 wurde er Nachfolger von Dan Maskell als TV-Kommentator der BBC für das Turnier von Wimbledon und blieb dies bis zu seiner Pensionierung 2006. Daneben veröffentlichte er mehrere Bücher, darunter bis 2001 die offiziellen Tennisjahrbücher der International Tennis Federation (World of Tennis).

## Auszeichnungen
Am 12. Juli 2014 wurde John Barrett in die International Tennis Hall of Fame aufgenommen.

## Werke
- Tennis and Racket Games. Macdonald Phoebus, 1975.
- Play Tennis With Rosewall. Wilshire Books, 1976.
- Wimbledon. The Official History of The Championships. Harper Collins, 2001.